# Barbiquejo

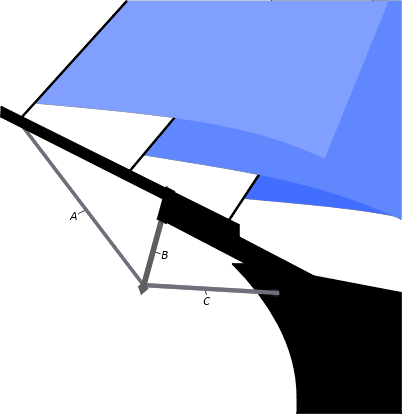
Vista esquemática de la proa de un barco, mostrando: [A] el estay martingala, [B] el delfín delantero y [C] el estay de proa.

En náutica, el Barbiquejo (Barba) es el cabo (cuerda) o cadena con que se sujeta el extremo de proa (extremo de adelante) del bauprés desde la pala del tajamar. Básicamente, es un estay para el bauprés. Se utilizan uno o varios barbiquejos consecutivos hacia popa (hacia atrás). (fr. Sous barbe; ing. Bobstay; it. Briglia). 

## Etimología
Terreros le da en general el nombre de Barba o Barbiquejo. 

## Descripción
El propósito del barbiquejo en el bauprés es contrarrestar la tensión hacia arriba ejercida por los estayes del trinquete. 

## Historia
Anteriormente, el barbiquejo era un cabo (cuerda) que iba desde el bauprés hasta un agujero practicado en la pala del tajamar para su propósito. Posteriormente, se reemplazó por cadenas, eliminándose para ello los agujeros de la pala del tajamar.

## Tipos
- Por su sujeción
  1. Barbiquejo de firme:
  2. Barbiquejo de volante (Frenillo, Barbada):
- Por su posición [Desde proa (adelante) hacia popa (atrás)]
  1. Barbiquejo de Cabeza: es el que se da en el extremo del bauprés. (Ing. Cap Bobstay)
  2. Barbiquejo Exterior: (Ing. Outer Bobstay)
  3. Barbiquejo Medio: (Ing. Middle Bobstay)
  4. Barbiquejo Interior: (Ing. Inner Bobstay)